# Auchenochondria
Auchenochondria is een geslacht van eenoogkreeftjes uit de familie van de Chondracanthidae. De wetenschappelijke naam is voor het eerst geldig gepubliceerd in 1979 door Dojiri & Perkins.

## Soorten
- Auchenochondria lobosa Dojiri & Perkins, 1979